# Стілвілл (Міссурі)
Стілвілл (англ. Steelville) — місто (англ. city) в США, в окрузі Кроуфорд штату Міссурі. Населення — 1472 особи (2020).

## Географія
Стілвілл розташований за координатами 37°58′11″ пн. ш. 91°21′16″ зх. д. / 37.96972° пн. ш. 91.35444° зх. д. (37.969608, -91.354581).  За даними Бюро перепису населення США в 2010 році місто мало площу 6,27 км², уся площа — суходіл.

## Демографія
Згідно з переписом 2010 року, у місті мешкали 1642 особи в 638 домогосподарствах у складі 345 родин. Густота населення становила 262 особи/км².  Було 753 помешкання (120/км²).
Расовий склад населення:
| - 96,1 % — білих - 1,2 % — корінних американців - 1,0 % — чорних або афроамериканців - 0,4 % — азіатів |

До двох чи більше рас належало 0,8 %. Частка іспаномовних становила 1,8 % від усіх жителів.
За віковим діапазоном населення розподілялося таким чином: 24,2 % — особи молодші 18 років, 56,6 % — особи у віці 18—64 років, 19,2 % — особи у віці 65 років та старші. Медіана віку мешканця становила 36,8 року. На 100 осіб жіночої статі у місті припадало 89,6 чоловіків;  на 100 жінок у віці від 18 років та старших — 86,7 чоловіків також старших 18 років.
Середній дохід на одне домашнє господарство  становив 40 976 доларів США (медіана — 30 294), а середній дохід на одну сім'ю — 46 266 доларів (медіана — 43 355). Медіана доходів становила 32 983 долари для чоловіків та 21 917 доларів для жінок. За межею бідності перебувало 29,7 % осіб, у тому числі 44,7 % дітей у віці до 18 років та 18,2 % осіб у віці 65 років та старших.
Цивільне працевлаштоване населення становило 834 особи. Основні галузі зайнятості: виробництво — 19,8 %, освіта, охорона здоров'я та соціальна допомога — 15,3 %, публічна адміністрація — 13,8 %, мистецтво, розваги та відпочинок — 13,7 %.